# Anfisa Počkalova
Anfisa Počkalova (in ucraino Анфіса Почкалова?; Mykolaïv, 3 marzo 1990) è una schermitrice ucraina, vincitrice di una medaglia di bronzo ai campionati mondiali di scherma.

## Palmarès
- Mondiali

Adalia 2009: bronzo nella spada a squadre.
Mosca 2015: bronzo nella spada a squadre.
- Universiadi

Taipei 2017: oro nella spada a squadre.